# 대구장동초등학교
대구장동초등학교는 대한민국 대구광역시 달서구에 있는 공립 초등학교이다. 교목은 느티나무이고 교화는 매화이다. 2003년 3월 개교한 뒤, 2004년 제1회 졸업식을 거행하였다. 교훈은 ‘지혜롭고 건강하며 예절바른 어린이’이며, 교목은 느티나무, 교화는 매화이다. 현재 특수학급을 포함하여 6학년 38학급으로 편성되어 있으며, 병설유치원이 있다.

## 역사
- 2003년 3월 1일 : 19학급으로 개교(전교생 694명)
- 2004년 2월 13일 : 제1회 졸업식(졸업생 90명)